# 穆希
穆希是剛果民主共和國的城鎮，由馬伊恩東貝省負責管轄，位於開賽河北岸，距離開賽河和菲米河匯流處約10英里，海拔高度340米，鎮上有機場等設施。

## 外部連結
- MSN Map[永久]

03°01′00″S 16°55′00″E / 3.01667°S 16.91667°E